# تیم ملی فوتبال شوروی
تیم ملی فوتبال شوروی (به روسی: Советского Союза по футболу) نماینده کشور اتحاد جماهیر شوروی در مسابقات بین‌المللی بود.
این تیم پس از فروپاشی شوروی با نام تیم ملی فوتبال روسیه در مسابقات حضور پیدا می‌کند.
تیم ملی فوتبال شوروی یک قهرمانی در جام ملت‌های اروپا در سال ۱۹۶۰ و مقام چهارمی جام جهانی فوتبال ۱۹۶۶ را در کارنامه دارد.

## عملکرد

### جام جهانی
| جام جهانی فوتبال | جام جهانی فوتبال            | جام جهانی فوتبال            | جام جهانی فوتبال            | جام جهانی فوتبال            | جام جهانی فوتبال            | جام جهانی فوتبال            | جام جهانی فوتبال            | جام جهانی فوتبال            |
| سال              | مرحله                       | رتبه                        | بازی                        | برد                         | تساوی                       | باخت                        | گل زده                      | گل خورده                    |
| ---------------- | --------------------------- | --------------------------- | --------------------------- | --------------------------- | --------------------------- | --------------------------- | --------------------------- | --------------------------- |
| ۱۹۳۰             | حضور نداشته                 | حضور نداشته                 | حضور نداشته                 | حضور نداشته                 | حضور نداشته                 | حضور نداشته                 | حضور نداشته                 | حضور نداشته                 |
| ۱۹۳۴             | حضور نداشته                 | حضور نداشته                 | حضور نداشته                 | حضور نداشته                 | حضور نداشته                 | حضور نداشته                 | حضور نداشته                 | حضور نداشته                 |
| ۱۹۳۸             | حضور نداشته                 | حضور نداشته                 | حضور نداشته                 | حضور نداشته                 | حضور نداشته                 | حضور نداشته                 | حضور نداشته                 | حضور نداشته                 |
| ۱۹۵۰             | حضور نداشته                 | حضور نداشته                 | حضور نداشته                 | حضور نداشته                 | حضور نداشته                 | حضور نداشته                 | حضور نداشته                 | حضور نداشته                 |
| ۱۹۵۴             | حضور نداشته                 | حضور نداشته                 | حضور نداشته                 | حضور نداشته                 | حضور نداشته                 | حضور نداشته                 | حضور نداشته                 | حضور نداشته                 |
| ۱۹۵۸             | یک چهارم نهایی              | ۷                           | ۵                           | ۲                           | ۱                           | ۲                           | ۵                           | ۶                           |
| ۱۹۶۲             | یک چهارم نهایی              | ۶                           | ۴                           | ۲                           | ۱                           | ۱                           | ۹                           | ۷                           |
| ۱۹۶۶             | چهارم                       | ۴                           | ۶                           | ۴                           | ۰                           | ۲                           | ۱۰                          | ۶                           |
| ۱۹۷۰             | یک چهارم نهایی              | ۵                           | ۴                           | ۲                           | ۱                           | ۱                           | ۶                           | ۲                           |
| ۱۹۷۴             | Disqualified                | Disqualified                | Disqualified                | Disqualified                | Disqualified                | Disqualified                | Disqualified                | Disqualified                |
| ۱۹۷۸             | عدم انتخاب در مرحله مقدماتی | عدم انتخاب در مرحله مقدماتی | عدم انتخاب در مرحله مقدماتی | عدم انتخاب در مرحله مقدماتی | عدم انتخاب در مرحله مقدماتی | عدم انتخاب در مرحله مقدماتی | عدم انتخاب در مرحله مقدماتی | عدم انتخاب در مرحله مقدماتی |
| ۱۹۸۲             | مرحله دوم گروهی             | ۷                           | ۵                           | ۲                           | ۲                           | ۱                           | ۷                           | ۴                           |
| ۱۹۸۶             | یک شانزدهم نهایی            | ۱۰                          | ۴                           | ۲                           | ۱                           | ۱                           | ۱۲                          | ۵                           |
| ۱۹۹۰             | مرحله گروهی                 | ۱۷                          | ۳                           | ۱                           | ۰                           | ۲                           | ۴                           | ۴                           |
| مجموع            | مقام چهارم                  | ۷/۱۴                        | ۳۱                          | ۱۵                          | ۶                           | ۱۰                          | ۵۳                          | ۳۴                          |

### جام ملت‌های اروپا
| جام ملت‌های اروپا | جام ملت‌های اروپا            | جام ملت‌های اروپا            | جام ملت‌های اروپا            | جام ملت‌های اروپا            | جام ملت‌های اروپا            | جام ملت‌های اروپا            | جام ملت‌های اروپا            | جام ملت‌های اروپا            |
| سال              | مرحله                       | رتبه                        | بازی                        | برد                         | تساوی                       | باخت                        | گل زده                      | گل خورده                    |
| ---------------- | --------------------------- | --------------------------- | --------------------------- | --------------------------- | --------------------------- | --------------------------- | --------------------------- | --------------------------- |
| ۱۹۶۰             | قهرمان                      | ۱                           | ۲                           | ۲                           | ۰                           | ۰                           | ۵                           | ۱                           |
| ۱۹۶۴             | نایب قهرمان                 | ۲                           | ۲                           | ۱                           | ۰                           | ۱                           | ۴                           | ۲                           |
| ۱۹۶۸             | چهارم                       | ۴                           | ۲                           | ۰                           | ۱                           | ۱                           | ۰                           | ۲                           |
| ۱۹۷۲             | نایب قهرمان                 | ۲                           | ۲                           | ۱                           | ۰                           | ۱                           | ۱                           | ۳                           |
| ۱۹۷۶             | عدم انتخاب در مرحله مقدماتی | عدم انتخاب در مرحله مقدماتی | عدم انتخاب در مرحله مقدماتی | عدم انتخاب در مرحله مقدماتی | عدم انتخاب در مرحله مقدماتی | عدم انتخاب در مرحله مقدماتی | عدم انتخاب در مرحله مقدماتی | عدم انتخاب در مرحله مقدماتی |
| ۱۹۸۰             | عدم انتخاب در مرحله مقدماتی | عدم انتخاب در مرحله مقدماتی | عدم انتخاب در مرحله مقدماتی | عدم انتخاب در مرحله مقدماتی | عدم انتخاب در مرحله مقدماتی | عدم انتخاب در مرحله مقدماتی | عدم انتخاب در مرحله مقدماتی | عدم انتخاب در مرحله مقدماتی |
| ۱۹۸۴             | عدم انتخاب در مرحله مقدماتی | عدم انتخاب در مرحله مقدماتی | عدم انتخاب در مرحله مقدماتی | عدم انتخاب در مرحله مقدماتی | عدم انتخاب در مرحله مقدماتی | عدم انتخاب در مرحله مقدماتی | عدم انتخاب در مرحله مقدماتی | عدم انتخاب در مرحله مقدماتی |
| ۱۹۸۸             | نایب قهرمان                 | ۲                           | ۵                           | ۳                           | ۱                           | ۱                           | ۷                           | ۴                           |
| مجموع            | قهرمان                      | ۵/۸                         | ۱۳                          | ۷                           | ۲                           | ۴                           | ۱۷                          | ۱۲                          |